# Asperdaphne esperanza
Asperdaphne esperanza é uma espécie de gastrópode do gênero Asperdaphne, pertencente a família Raphitomidae.